# كأس الاتحاد الصيني 2005
كأس الاتحاد الصيني 2005 (بالصينية: 2005年中国足协杯) هو موسم من كأس الاتحاد الصيني. كان عدد الأندية المشاركة فيه 28، وفاز فيه نادي داليان شيده.